# Дисульфид вольфрама
Дисульфи́д вольфра́ма — бинарное неорганическое соединение, соль металла вольфрама и сероводородной кислоты с формулой WS2,
тёмно-серые кристаллы,
не растворимые в воде.

## Получение
- В природе встречается минерал тунгстенит.

- Реакцией чистых веществ в инертной атмосфере:

{\displaystyle {\mathsf {W+2S\ {\xrightarrow {800-900^{o}C}}\ WS_{2}}}}
- Разложение трисульфида вольфрама в инертной атмосфере:

{\displaystyle {\mathsf {WS_{3}\ {\xrightarrow {T}}\ WS_{2}+S}}}
- Нагревание оксида вольфрама(VI) с серой:

{\displaystyle {\mathsf {2WO_{3}+7S\ {\xrightarrow {1400^{o}C}}\ 2WS_{2}+3SO_{2}}}}

## Физические свойства
Дисульфид вольфрама образует тёмно-серые кристаллы гексагональной сингонии, пространственная группа P 6/mmc, параметры ячейки a = 0,318 нм, c = 1,25 нм, Z = 2. В дополнение к этому, в 1992 году было обнаружено, что дисульфид вольфрама способен образовывать нанотрубки.
Парамагнетик.
Не растворяется в воде и этаноле.

## Химические свойства
- Разлагается при нагревании в вакууме:

{\displaystyle {\mathsf {WS_{2}\ {\xrightarrow {1200^{o}C}}\ W+2S}}}
- Восстанавливается водородом:

{\displaystyle {\mathsf {WS_{2}+2H_{2}\ {\xrightarrow {800^{o}C}}\ W+2H_{2}S}}}

## Применение
- W2S применяется как высокотемпературная (до 500 °C) твёрдая смазка, которая обладает высокой влагостойкостью и нагревостойкостью[1][2].
- Катализатор крекинга нефти, получение синтетического бензина[3].